# Brännvin

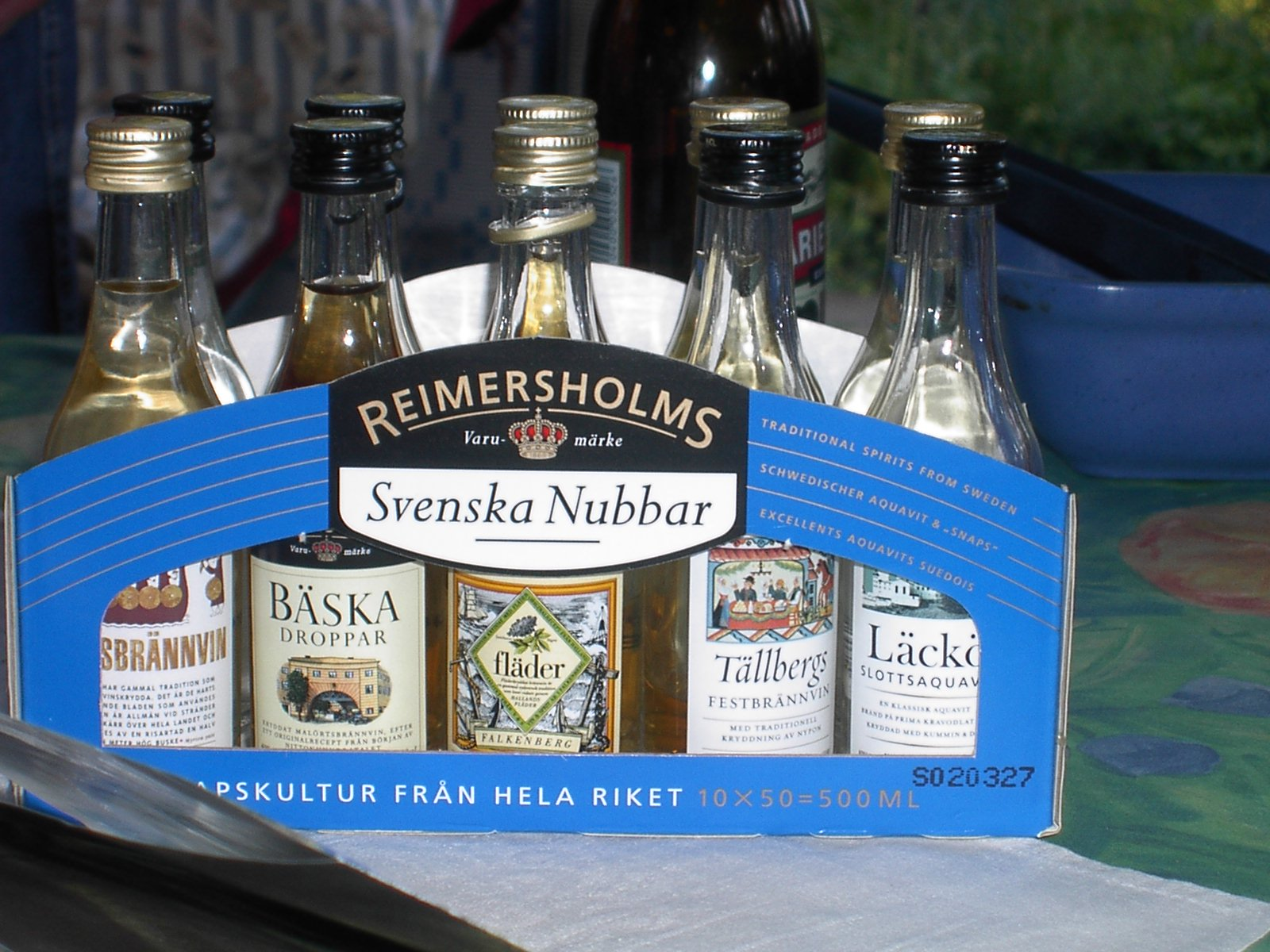
Några klassiska svenska brännvinssorter.

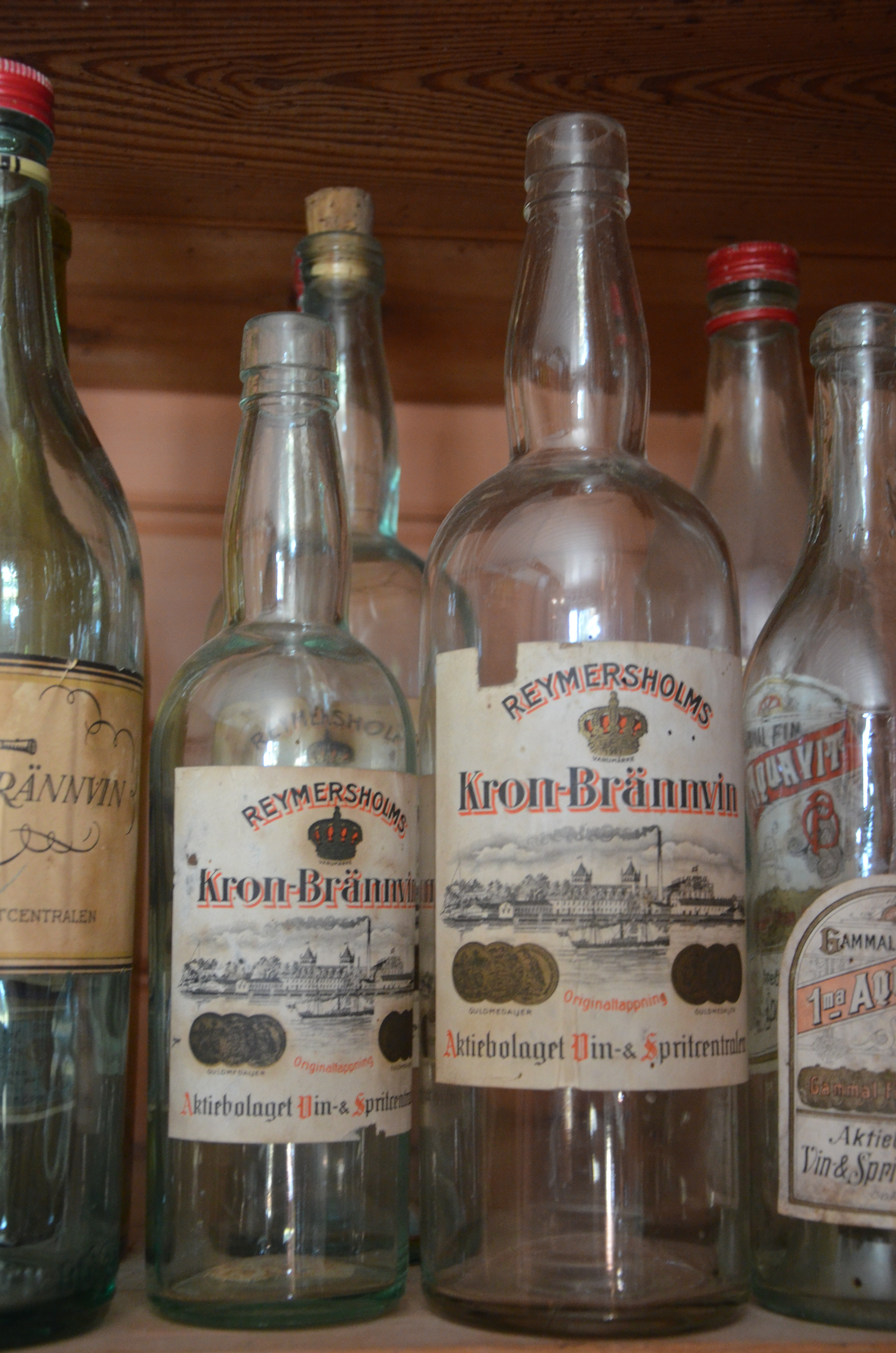
Kronbrännvinsflaskor på Dunbodi lanthandelsmuseum på Gotland.

Brännvin är en spritdryck som är en blandning av mer eller mindre ren etylalkohol med vatten i växlande förhållanden och som erhålls genom destillering, bränning, av en alkoholhaltig vätska. Brännvin tillverkas av olika råvaror, till exempel säd eller potatis och det finns därför en stor mängd olika brännvinssorter. Brännvin används i drinkar eller som snaps, då ofta kryddat.

## Terminologi och etymologi
I äldre svensk terminologi användes begreppet brännvin som en samlingsbeteckning på alla spritdrycker, inklusive exempelvis whisky och konjak. I dag används dock begreppet i första hand som ett namn på spritdrycker i "nordisk stil" (danska: brændevin, färöiska: brennivín, finska: paloviini/-viina → viina, isländska: brennivín, norska: brennevin), och delas då huvudsakligen upp i okryddat brännvin och kryddat brännvin. Ett specialfall av kryddat brännvin är akvavit, som är kryddat med dill eller kummin, och är en skyddad ursprungsbeteckning inom Europeiska unionen.
Det härrör medellågtyska: bernewin och återfinns tidigast i svenskan som fornsvenska: brænnevin. Begreppet finns även i nederländska: brandewijn, och tyska: Branntwein, gebrannter Wein, och är kognat med engelskans brandy(wine) och franska: brandevin (”brandy”).

## Historik

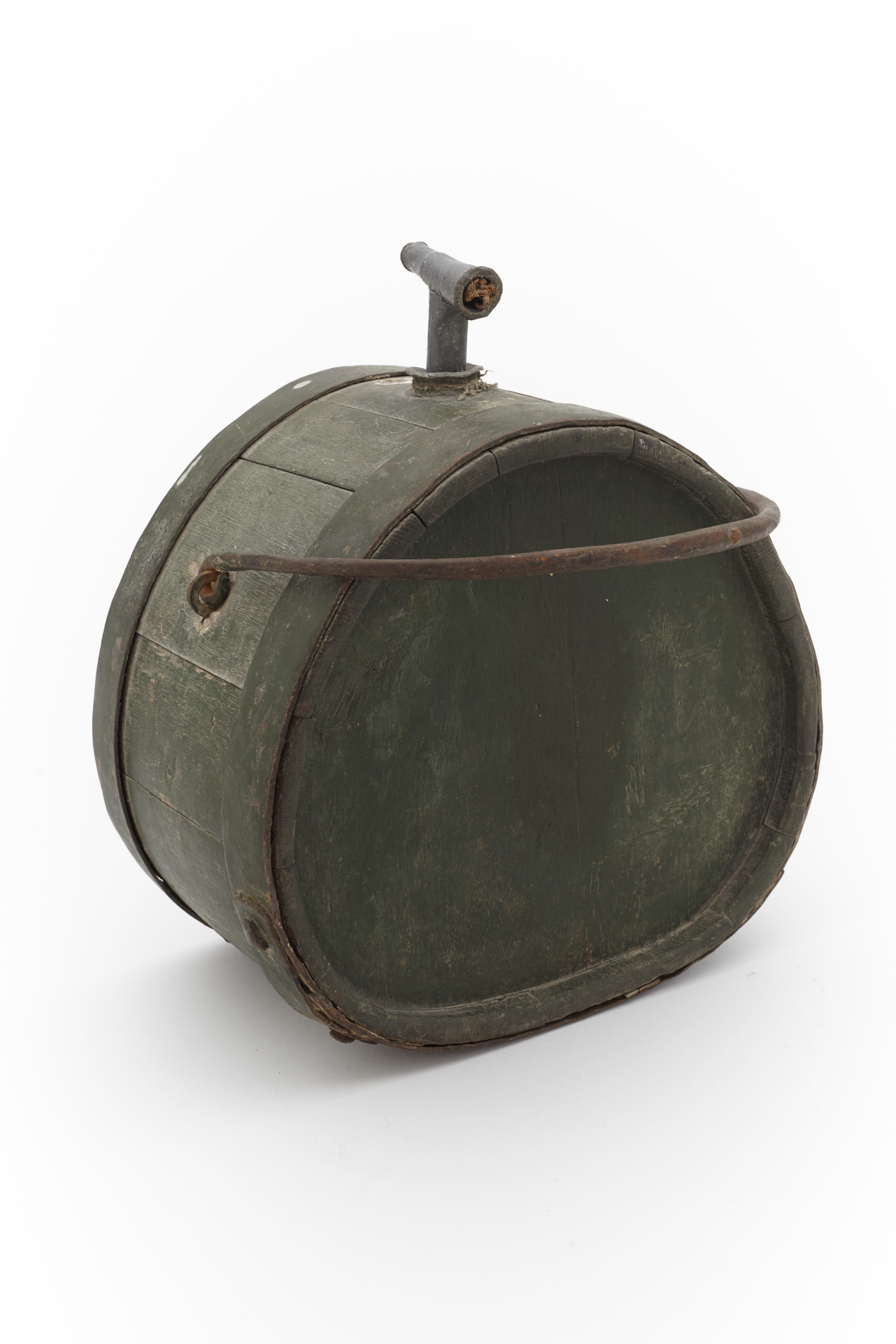
Brännvinskagge av grönmålad ek - Skoklosters slott

I Sverige började man bränna brännvin på 1400-talet, det första belägget är från Stockholms stadsböcker intill år 1500 – jordeböcker, tänkeböcker, skotbok och kämnärsräkenskaper – och avser stadens kruttillverkning, som utfördes av en av rådet utsedd förtroendeman, pulvermakare, som även var föreståndare för ”pulverhuset”, den byggnad i vilken krutet tillverkades och förvarades. Ingredienserna i krut var salpeter, kol och svavel, av vilka endast kol fanns inom landet, de båda andra måste importeras. Ingredienserna blandades i ett tråg och massan fuktades med brännvin. Av stadens räkenskaper från 1460-talet framgår tydligt, att brännvinet då ännu inte användes till förtäring.
Mot århundradets slut bidrog den nye pulvermakaren Tydeke Pulvermakare verksamt till bruket att dricka brännvin, förmodligen då han smakat på brännvinet vid kruttillverkningen och funnit det uppkryande. Bruket spreds till Tydekes vänner och snart slog han sig på tillverkning och försäljning av brännvin. Det kom till rådets kännedom och den 17 februari 1494 förbjöds Tydeke vid 12 marks böter att bränna eller sälja något brännvin i staden. Tydeke var ohörsam och 4 år senare, den 2 juni 1498, gjordes tillverkning och försäljning av brännvin till ett monopol genom beslut av rådet och endast Kort Flaskedragare fick bränna och sälja brännvin i staden. Tydeke fick inte ens bränna för kruthusets behov utan skulle mottaga det för kruttillverkningen behövliga brännvinet från Kort Flaskedragare, som hade ensamrätt att försälja brännvin åtminstone till den 20 juli 1507.
Det äldre brännvinet tillverkades genom destillering av vin. Svenska soldater på 1500-talet påstås ha lärt sig göra sprit av säd under sina fälttåg i Ryssland. Till Danmark och Norge kom influenserna från Tyskland. 
Gustav Vasa förbjöd 1550 brännvinstillverkning i Sverige på grund av missväxt av omsorgen om säden men framförde i sin argumentation även nykterheten. Redan 1638 infördes tillverkningsskatt på brännvin. Den som tillverkade brännvin för husbehov betalade bara 2/3 av skatten för avsalubrännvin. 
1718 förbjöds dock all husbehovsbränning och all brännvinstillverkning i städerna. 1731 bestämdes att jordägare mot årlig avgift skulle få bränna till eget husbehov, 1747 blev husbehovsbränningen helt fri för alla hemmansägare mot en viss avgift, vare sig bonden brände eller ej.
År 1746 kom Eva De la Gardie på hur man gör sprit av mäsk på kokt, mosad potatis blandad med kornmalt. Samtidigt utvecklades brännvinspannorna med Norbergs och senare Geddas imkylare, där kylytan i kondensorn förstorade genom att kylröret gjordes större. Johan Groth utvecklade även en ny inmäskningsanordning.
1775 infördes ett statligt monopol på brännvinsbränning. Stordriften i kronobrännerier kom efter några inledande vinstbringande år att bli olönsam, och redan 1787 började monopolet successivt att avvecklas genom att kronobrännerierna utarrenderades. Från 1798 återupplivades husbehovsbränningen för jordbrukare, från 1800 med inskränkningen att man måste inneha ett fullt mantal och pålades då en bevillningsavgift oavsett om man brände eller ej. 1812 infördes en skatt där jordvärdet blev normerande både för skatten och för hur stor brännvinspanna man hade rätt att äga. Man hade då vid denna tid, om man hade rätt att inneha brännvinspanna, även rätt till utskänkning i krogrörelse. Samtidigt infördes en konsumtionsskatt för brännvin, som pålades alla som inte uttryckligt avsagt sig bruket av brännvin, denna upphörde dock redan 1815.
1855 inskränktes rätten till husbehovsbränning drastiskt efter Peter Wieselgren och nykterhetsrörelsens lobbyverksamhet. Mängden tillverkat brännvin låg nu i stället till grund för skatten, och fick inte understiga en viss mängd och inte heller överstiga en annan. Vid riksdagen 1859/1860 förbjöds husbehovsbränningen helt.

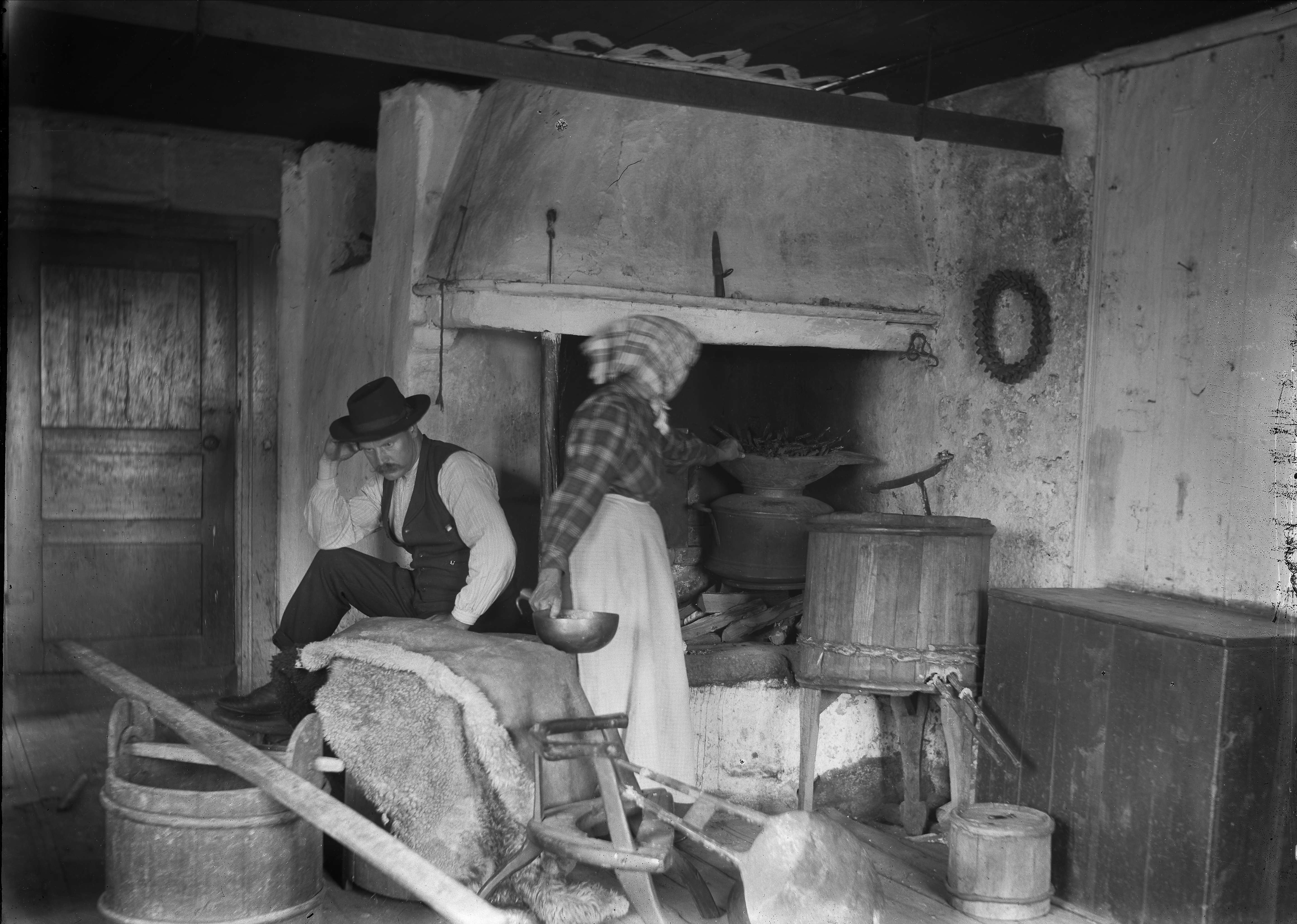
Brännvinsbränning, 1910-tal.

Potatisbrännvinets definitiva genombrott kom under 1800-talet. Under denna tid introducerades tryckkokning av potatisen vilket förkortade förbehandlingstiden. Vid Engeltofta bedrev 1814 tryckkokning av potatis efter brittisk metod. Samtidigt skaffade många av de större brännerierna ångmaskiner. De nya teknikerna ledde till produktionsfördelar för stora brännerier. Mäskvärmare introducerades i Sverige 1815 av den pommerske översten C C B von Dannfelt. 1811 installerades den första rektifikatorn (en extra distillationsbotten i pannan) i Sverige, 1825 togs den första pistoriska brännvinsapparaten i drift i Riseberga socken i Skåne. Södra Sverige, särskilt trakten runt Kristianstad och på Listerlandet i Blekinge kom att bli ett centrum för den svenska brännvinstillverkningen.
Under senare delen av 1800-talet lär brännvin ha använts som betalningsmedel till fabriks- och sågverksarbetare. Den anställde kunde sålunda på ett orätt sätt komma i skuld till sin arbetsgivare.
Fram till 1988 sålde Systembolaget brännvin gjort på cellulosasocker (sulfitsprit) under bland annat namnet "Okryddat Taffelbrännvin" som hade artikelnummer 2 och grön kork. Eftersom processen som hade cellulosasocker som biprodukt var mindre energieffektiv gick man successivt över till andra processer och det gjorde att råvaran cellulosasocker blev dyrare. Metoden kom först till användning i Sverige 1909. Från 2008 förbjöd EU medlemsländerna att tillåta tillverkning alkohol för konsumtion (spritdryck) av något annat än jordbruksprodukter (EU-förordning 2008/110).

### Renat Brännvin
År 2023 finns Renat Brännvin (tidigare Absolut Rent Brännvin) fortfarande på Systembolaget, katalogiserad som nr 1. Den är numera gjord på säd, medan den tidigare gjordes på potatis. [källa behövs]

## Kända märken

### Sverige
- Bordsbrännvin
- Brännvin special
- Falu Brännvin
- Gauffins dubbelblandning
- Hallands fläder
- Herrgårds Aquavit
- Jägarbrännvin
- Kronbrännvin
- Malmö Akvavit
- Norrlands aquavit
- Nyköpings Brännvin
- O. P. Anderson
- Rehnbergs aquavit
- Reimersholms Bäska droppar
- Renat Brännvin
- Rånäsbrännvin
- Skåne Akvavit
- Taffelbrännvin
- Åhus Akvavit
- Östgöta Sädesbrännvin
- Överste Brännvin

### Danmark
- Aalborg Akvavit

### Norge
- Lysholms Linie Aquavit
- Löitens Linie Akvavit
- Oplandske gammel

### Finland
- Koskenkorva
- Leijona Viina
- Sisuviina
- Suomi Viina
- Tasavalta Viina

### Island
- Brennivín (känd under namnet "svarta döden")

## Vanliga kryddor
- Anis
- Citrus
- Dill
- Fläder
- Fänkål
- Johannesört – "pirkum", "drakblod"
- Koriander
- Kummin
- Malört – "bäsk"
- Pomerans
- Pors
- Slånbär
- Åbrodd

## Synonymer
Brännvin har under många år fått ett stort antal tillmälen eller smeknamn.
- Eldvatten (från engelskans firewater, ofta benämning på dålig whisky)
- Joddlarsaft
- Hojtarolja, hojtolja
- Polarvätska
- Renat (för historik, se Absolut Vodka)
- Spånken